# Thieves' Gold
Pour plus de détails, voir Fiche technique et Distribution.
Thieves' Gold est un film muet américain de John Ford, sorti en 1918.

## Fiche technique
- Titre : Thieves' Gold
- Réalisation : John Ford
- Scénario : George Hively, d'après la nouvelle Back to the Right Trail de Frederick R. Bechdolt
- Photographie : Ben F. Reynolds
- Société de production : The Universal Film Manufacturing Company
- Société de distribution : The Universal Film Manufacturing Company
- Pays de production :  États-Unis
- Langue originale : anglais
- Format : noir et blanc — 35 mm — 1,37:1 — Muet
- Genre : Western
- Durée : 50 minutes (5 bobines)
- Date de sortie :
  - États-Unis : 18 mars 1918
- Licence : domaine public

## Distribution
- Harry Carey : Cheyenne Harry
- Molly Malone : Alice Norris
- Vester Pegg : Curt Simmons
- L.M. Wells : M. Savage
- Helen Ware : Mme Savage
- Harry Tenbrook : « Colonel » Betoski
- Martha Mattox : Mme Larkin
- M.K. Wilson

## Autour du film
- Ce film fait partie de la série des "Cheyenne Harry"
- Il est considéré comme perdu (Cf. Silent Era)